# Red (matemática)
En matemáticas, una red es la generalización del concepto de sucesión, de tal manera que no necesariamente tenga una cantidad numerable de elementos. Es el concepto más adecuado (o también su equivalente de filtro) para estudiar la convergencia en un espacio topológico.

## Definición

### Conjunto dirigido
Un conjunto dirigido es un par {\displaystyle (D,\sim )} en el que {\displaystyle D} es un conjunto y {\displaystyle \sim } es una relación en {\displaystyle D} que verifica las siguientes propiedades:
{\displaystyle \forall x\in D,x\sim x} (propiedad reflexiva).
{\displaystyle \forall x,y,z\in D} tales que {\displaystyle x\sim y} e {\displaystyle y\sim z}, se cumple entonces que {\displaystyle x\sim z} (propiedad transitiva).
{\displaystyle \forall x,y\in D,\exists z\in D} tal que {\displaystyle x\sim z} e {\displaystyle y\sim z}.
Usualmente, la relación {\displaystyle \sim } se lee como "menor igual" (en forma intuitiva).
En particular, todo conjunto totalmente ordenado es un conjunto dirigido.
Un ejemplo importante de conjunto dirigido es {\displaystyle N_{x_{0}}}, el conjunto de los entornos de un punto {\displaystyle x_{0}} en un espacio topológico, dotado de la relación de inclusión, donde un conjunto se dirá "mayor" que otro si está incluido en él.

### Red
Una red en un conjunto {\displaystyle X} no es más que una aplicación {\displaystyle r:(D,\sim )\longrightarrow X} entre un conjunto dirigido {\displaystyle (D,\sim )} y un conjunto {\displaystyle X}. Se suele representar por {\displaystyle (x_{d})_{d\in D}}, donde {\displaystyle \,r(d)=:x_{d}}.

### Subred
Tal como en el contexto de sucesiones hay una noción de subsucesiones, en el concepto de redes también hay un concepto similar. Así, decimos que {\displaystyle \{y_{e}\}_{e\in E}} es una subred de {\displaystyle \{x_{d}\}_{d\in D}} (donde {\displaystyle D,E} son conjuntos dirigidos) si y solo si existe una función {\displaystyle f:E\longrightarrow D} que verifica las siguientes dos propiedades:
{\displaystyle \forall d\in D,\exists e\in E} tal que {\displaystyle \forall e'\in E,e\sim e',d\sim f(e')}
{\displaystyle \forall e\in E,y_{e}=x_{f(e)}}
La primera condición refleja la idea intuitiva de que la sub-red se "vaya a infinito" junto con la red, mientras que la segunda es simplemente pedir que los puntos que tome sean efectivamente puntos de la red.
Es fácil ver que toda subred de una red es también una red.

## Convergencia

### Límite de una red
Sea {\displaystyle (X,T)} un espacio topológico y {\displaystyle (x_{d})_{d\in D}} una red en {\displaystyle X}. Se dice que {\displaystyle x\in X} es un punto límite de la red {\displaystyle (x\in \lim _{d\in D}x_{d})} si la red está eventualmente en cada entorno de {\displaystyle x}, es decir, si cualquiera que sea el entorno {\displaystyle V} de {\displaystyle x} (esto es, cualquiera que sea el conjunto {\displaystyle V} de forma que exista un abierto {\displaystyle G} tal que {\displaystyle x\in G\subset V}) existe un {\displaystyle d_{0}\in D} de tal forma que para cada {\displaystyle d\in D} con {\displaystyle d_{0}\sim d} se cumple que {\displaystyle x_{d}\in V}.
De la propia definición se desprenden de forma inmediata dos consecuencias:
1. El límite de una red no siempre ha de existir. Existen redes que carecen de límite.
2. En caso de existir, el límite de una red no necesariamente es un único elemento, sino que es un conjunto de elementos. En el caso de espacios topológicos con la propiedad de Hausdorff (i.e., T2), el límite, si existe, se reduce a un único punto.
3. Toda sub-red de una red convergente converge al mismo límite que la red

### Punto de Acumulación
Bajo el mismo contexto anterior, se dice que una red {\displaystyle \{x_{d}\}_{d\in D}} tiene como punto de acumulación (o acumula en) {\displaystyle x\in X} si la red está frecuentemente en cada entorno de {\displaystyle x}, es decir, si para todo {\displaystyle V} entorno de {\displaystyle x}, y para todo {\displaystyle d\in D,\exists d'\in D,d\sim d'} tal que {\displaystyle x_{d'}\in V}.
Es fácil ver que toda red convergente tiene a su límite como punto de acumulación. Se cumple además que {\displaystyle x} es punto de acumulación de una red si y solamente si existe una sub-red que converge a {\displaystyle x}. En este punto se encuentra la primera gran diferencia con sucesiones: una sucesión (que en particular es una red) tiene a {\displaystyle x\in X} como punto de acumulación si y solo si existe una sub-red que tienda a {\displaystyle x}, pero esta sub-red no tiene porqué ser una sucesión también.

## Aplicaciones

### Continuidad
Así como en espacios métricos existe una caracterización de la continuidad mediante sucesiones, en espacios topológicos generales esta caracterización se hace mediante redes. Así, se cumple que si {\displaystyle (X,{\mathcal {T}}_{1}),(Y,{\mathcal {T}}_{2})\,} son dos espacios topológicos, {\displaystyle g:X\longrightarrow Y} será continua en el punto {\displaystyle x_{0}\in X} si y solamente si para toda red {\displaystyle \{x_{d}\}_{d\in D}\longrightarrow x_{0}}, se cumple que {\displaystyle g(x_{d})\longrightarrow g(x_{0})}

### Compacidad
Así como en espacios métricos se tiene que {\displaystyle (X,{\mathcal {T}})} es compacto si y solo si toda sucesión tiene un punto de acumulación, en espacios más generales se tiene el mismo resultado, pero con redes, es decir, {\displaystyle (X,{\mathcal {T}})} será compacto si y solo si toda red tiene un punto de acumulación.
Notar que en espacios métricos, casi todo lo que se puede hacer con redes también se puede hacer con sucesiones, y como estas últimas son más fáciles de manipular, usualmente se trabaja con ellas. Sin embargo, en espacios topológicos generales, las redes pueden ser de gran utilidad.

## Ejemplos
El ejemplo más inmediato de red es el concepto de sucesión. En ellas, el conjunto dirigido es el conjunto de los números naturales con la relación de orden usual. Esto es así porque el conjunto de los números naturales con el orden usual es un conjunto totalmente ordenado.
Otro ejemplo esencial es el de función de variable real. En efecto, como el conjunto de los números reales junto con el orden usual es un conjunto totalmente ordenado, una función de variable real es una red.
Estos dos ejemplos son lo suficientemente importantes como para justificar el estudio de las redes.
- Datos: Q1191147